# Transition Corée
Transition Corée (hangeul : 시대전환 ; hanja : 時代轉換 ; RR : Sidaejeonhwan) est un parti politique antisystème sud-coréen,,.
Le parti est fondé par Cho Jung-hun et Lee Won-jae le 23 février 2020,. Il se définit officiellement ni conservateur, ni progressiste mais comme pragmatique. Lee Won-jae, un des co-présidents du parti, soutient le revenu de base.
Lors des élections législatives de 2020, le parti rejoint l'alliance électorale « Parti des citoyens ensemble » du Parti Minju, cependant des spéculations prévoyaient que le parti forme une alliance avec le Parti Minsaeng (en). Cho Jung-hoon est placé à la 6e place de la liste du « Parti des citoyens ensemble » et est élu député. Le 12 mai 2020, Cho est officiellement expulsé de « Parti des citoyens ensemble » et revient dans le parti.